# Historia de la deforestación
La historia de la deforestación es el análisis histórico de los procesos de deforestación en diferentes sociedades a lo largo del tiempo, generalmente utilizando métodos de la paleoecología. El estudio de la historia de la deforestación pertenece a la disciplina de la historia ambiental. La deforestación fue practicada durante decenas de miles de años con diferentes técnicas. La tasa de deforestación a nivel global se aceleró bruscamente alrededor de 1852.

## Prehistoria
Hace unos ocho mil años, los seres humanos empezaron a talar bosques en cantidades pequeñas pero significativas.
A medida que la agricultura se iba extendiendo, el ser humano limpiaba el terreno de árboles y arbustos para permitir que la luz del sol llegara hasta el suelo. El desbroce se hacía por el método de cortar y quemar. Al cabo de un año o dos, durante la estación seca se quemaban los residuos caídos y los árboles muertos y se sembraba en el suelo enriquecido con las cenizas.
En los seis mil años que van desde la prehistoria hasta el comienzo de la era histórica, hace dos mil años, el hombre fue mejorando sus herramientas para trabajar la tierra disponiendo de hachas y arados en la Edad del Bronce y luego en la Edad del Hierro, así como de bueyes y caballos domesticados que tiraban de los arados. Estos avances hicieron que la agricultura fuera ganando tierras al bosque, que fue talado allí donde esta se desarrolló.

### Período mesolítico
La primera evidencia de deforestación aparece en el período mesolítico. Probablemente se usó para convertir bosques cerrados en ecosistemas más abiertos favorables para los animales de caza. Con el advenimiento de la agricultura, áreas más grandes comenzaron a ser deforestadas, y el fuego se convirtió en la herramienta principal para limpiar la tierra para los cultivos.
En Europa hay poca evidencia sólida antes del 7000 a. C. Los recolectores mesolíticos usaron fuego para crear aberturas para ciervos y jabalíes. En Gran Bretaña, las especies tolerantes a la sombra como el roble y el fresno son reemplazadas en el registro de polen por avellanos, zarzas, pastos y ortigas. La eliminación de los bosques condujo a una disminución de la transpiración, lo que resultó en la formación de turberas de tierras altas.
La disminución generalizada del polen de olmo en toda Europa entre 8400–8300 a. C. y 7200–7000 a. C., comenzando en el sur de Europa y avanzando gradualmente hacia el norte, hacia Gran Bretaña, puede representar el desbroce de tierras al inicio de la agricultura neolítica. 

### Período neolítico

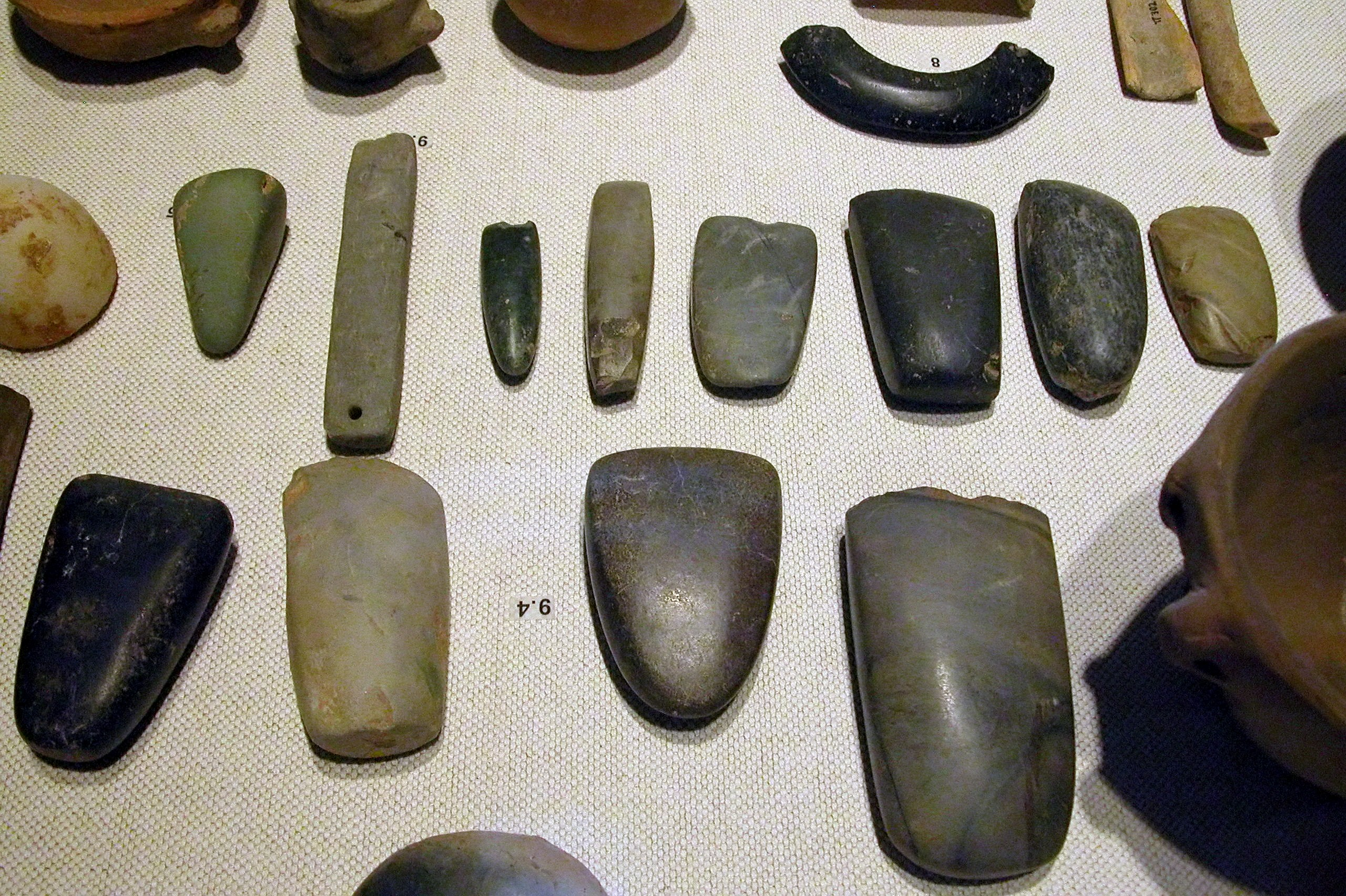
Una variedad de artefactos neolíticos, que incluyen pulseras, cabezas de hacha, cinceles y herramientas de pulido.

El período neolítico vio una extensa deforestación para la conversión de los bosques a tierras agrícolas. Las hachas de piedra que se fabricaban desde aproximadamente 3000 a. C. eran no solo de sílex, sino también de una amplia variedad de rocas duras de Gran Bretaña y América del Norte. Para la fabricación de estas hachas se extraían rocas en del área de Langdale en el Distrito de los Lagos de Inglaterra y se desarrollaron canteras en Penmaenmawr en el norte de Gales y en muchos otros lugares. Los desbastes se hacían localmente cerca de las canteras, y luego se pulían localmente para dar un acabado fino. Este paso de pulido no solo aumentaba la resistencia mecánica del hacha, sino que también facilitaba la penetración de la madera. 
Se han encontrado evidencias de deforestación en la Creta minoica. Por ejemplo, los alrededores del Palacio de Knossos fueron severamente deforestados en la Edad de Bronce. Tres estudios regionales de erosión y aluvión históricos en la antigua Grecia encontraron que, donde existe evidencia adecuada, una fase importante de erosión sigue a la introducción de la agricultura en las diversas regiones de Grecia por unos 500-1.000 años, que van desde el Neolítico posterior hasta el Principio de la Edad de Bronce.

## Siglos X-XV

### Deforestación en Gran Bretaña
En el año 1089, Guillermo el Conquistador ordenó realizar el censo Domesday, para estudiar y conocer sus nuevos dominios (Inglaterra). Este estudio demostró que se había deforestado el 85 % de los campos, así como el 90 % de la tierra cultivable (de altitud inferior a los mil metros). Siete siglos antes de la era industrial, Gran Bretaña estaba totalmente deforestada y muchos de los bosques que quedaban estaban protegidos en calidad de reservas de caza para la realeza y la nobleza.

### Colonización de América
Entre 1100 y 1500 d. C., se produjo una deforestación significativa en Europa occidental como resultado de la expansión de la población humana. La construcción a gran escala de veleros de madera por propietarios navales europeos (costeros) desde el siglo XV para la exploración, colonización, comercio de esclavos y otros tipos de comercio en alta mar consumió muchos recursos forestales. La piratería también contribuyó a la sobreexplotación de bosques. Esto condujo a un debilitamiento de la economía doméstica después de la colonización de América, ya que la economía se volvió dependiente de las actividades coloniales para la obtención de recursos forestales.
Norman Cantor resumía de la siguiente manera los efectos de la deforestación medieval tardía:

Los europeos habían vivido en el medio de amplios bosques durante los primeros siglos del medioevo temprano. Luego de 1250 se volvieron tan hábiles en la deforestación que para 1500 se estaban quedando cortos de madera para cocinar y calefaccionarse. Se enfrentaron a un declive nutricional por la eliminación de la generosa provisión de animales salvajes que habían habitado los bosques que estaban en desaparición, que durante los tiempos medievales les habían provisto lo esencial para su dieta carnívora alta en proteínas. Para el 1500, Europea estaba en el límite de un desastre nutricional y energético, del cual se salvó en el siglo XVI solamente gracias a la quema de carbón blando y el cultivo de papas y maíz.
Norman Cantor

Las islas del Caribe, como también partes de México y Centroamérica, contaban con una gran riqueza forestal, la cual estaba compuesta de maderas como caoba y palo maría, entre otras. Con la colonización de América comenzó la explotación de estos bosques, para la construcción y la extracción de productos químicos tintóreos, como también su utilización como combustibles. Ante un peligroso incremento del consumo, la Monarquía Española promulgó leyes para regular el aprovechamiento de los bosques y no comprometer al ambiente.
Ante el poderío británico en los mares, los reyes Felipe V, Fernando VI y Carlos III incentivaron la creación de astilleros en algunas ciudades americanas, como La Habana, Campeche, Guayaquil, El Realejo, Nicoya, Panamá, El Callao y Coatzacoalcos, con el objetivo de recuperar el poderío naval que se había perdido. Ante esta situación, se produjo una gran demanda de madera para la construcción de estos barcos.
Se estima que en América del Norte toda la zona de la costa Este fue deforestada al menos una vez en el 1600, producto de la colonización. En su libro Cambios en la tierra (1983), William Cronon analizó y documentó los informes de los colonos ingleses del siglo XVII sobre el aumento de las inundaciones estacionales en Nueva Inglaterra durante el período en que los nuevos colonos talaron inicialmente los bosques para la agricultura. Los colonos creían que las inundaciones estaban relacionadas con la tala generalizada de bosques aguas arriba.

## Deforestación en la Isla de Pascua
La Isla de Pascua ha sufrido una fuerte erosión del suelo en los últimos siglos, agravada por la agricultura y la deforestación.  La desaparición de los árboles de la isla parece coincidir con una disminución de su civilización alrededor de los siglos XVI y XVII. La deforestación en la Isla de Pascua fue popularizado por el escritor Jared Diamond, como un ejemplo de "colapso civilizatorio". Sin embargo, la evidencia científica sugiere que hubo procesos más complejos en juego que explican el colapso de la civilización en la Isla de Pascua.

## Era industrial
El uso masivo de carbón vegetal a escala industrial en la Europa moderna temprana fue un nuevo tipo de consumo de los bosques. Inglaterra estaba tan ampliamente deforestada que dependía del comercio del Báltico para la madera de los barcos, y los bosques sin explotar de Nueva Inglaterra le proveyeron de recursos. Cada uno de los barcos de guerra de la Marina Real de Nelson en la Batalla de Trafalgar requirió 6.000 robles maduros para su construcción. En Francia, el político Jean-Baptiste Colbert plantó bosques de robles para abastecer a la marina francesa en el futuro. Cuando las plantaciones de roble maduraron a mediados del siglo XIX, los mástiles ya no eran necesarios porque el envío había cambiado. 
En el siglo XIX, la introducción de barcos de vapor en los Estados Unidos fue la causa de la deforestación de las riberas de los principales ríos, como el río Misisipi, teniendo como consecuencia un aumento en la frecuencia y gravedad de las inundaciones. Las tripulaciones de los barcos de vapor cortaban madera todos los días desde las orillas del río para alimentar las máquinas de vapor. Entre St. Louis y la confluencia con el río Ohio al sur, el Mississippi se hizo más ancho y poco profundo, y cambió su canal lateralmente. Los intentos de mejorar la navegación mediante el uso de extractores de enganches a menudo dieron como resultado que las tripulaciones despejaran grandes árboles de 50 a 60 metros de regreso de los bancos. Varias ciudades coloniales francesas del país de los Illinois, como Kaskaskia, Cahokia y St. Philippe, Illinois, fueron inundadas y abandonadas a fines del siglo XIX, con la consecuente pérdida para el registro cultural de su arqueología.
La tala a gran escala de bosques para crear tierras agrícolas se puede ver en muchas partes del mundo, como la transición del bosque central a los pastizales y otras áreas de las Grandes Llanuras de los Estados Unidos. Se observan paralelos específicos en la deforestación del siglo XX que ocurre en muchas naciones en desarrollo. 